# Nino Longobardi
Nino Longobardi (* 30. November 1953 in Neapel, Italien) ist ein italienischer Maler, Zeichner und Objektkünstler und einer der Protagonisten italienischer Malerei des 20. Jahrhunderts. Sein Werk zeichnet sich durch strenge, fast minimalistische Formen aus, es befasst sich mit der menschlichen Gestalt und dem Tod.

## Leben und Wirken
Der in Neapel geborene Nino Longobardi bildete sich autodidaktisch durch den Besuch führender Kunstgalerien und Ausstellungen wie die von Carlo Alfano, Lucio Amelio und Achille Bonito Oliva fort. 1969 lernte er Lucio Amelio kennen und schloss mit ihm Freundschaft, die bis zu dessen Tod im Jahr 1994 andauerte. 1978 fand seine erste Einzelausstellung im Atelier des Künstlers Gianni Pisani statt.
Nach dem schweren Erdbeben in Neapel vom November 1980 organisierte Amelio eine Reihe von Ausstellungen über mehrere Jahre mit dem Titel Terrae Motus, mit Werken von mehr als 50 internationalen Künstlern zum Thema Erdbeben. Neben Werken von Künstlern wie Joseph Beuys, Keith Haring, Mimmo Paladino und Andy Warhol war im Jahr 1983 auch Longobardis Senza titolo ausgestellt.
Seit den frühen 1980er Jahren wirkte Longobardi bei zahlreichen internationalen Ausstellungen mit, unter anderem im Guggenheim-Museum 1982 in New York, in der Fundació Joan Miró 1983 in Barcelona, in der Nationalgalerie 1986 in Berlin und im Grand Palais 1987 in Paris. In Italien wurden seine Werke 1998 im Königspalast von Mailand, 1999 im Castel Nuovo von Neapel, 2000 in der Galleria Civica di Modena und 2001 im Nationalen Archäologischen Museum von Neapel gezeigt. Seine Installation Le quattro giornate di Napoli (2000) schmückt die Metro-Station Quattro Giornate, die zur Metrò dell’Arte (Kunst-U-Bahn) gehört. Longobardi hat sein Atelier im bekannten Palazzo Tarsia im historischen Zentrum von Neapel.

## Filmografie
1993 wurde der Dokumentarfilm Lucio Amelio – Terrae Motus unter der Regie von Mario Martone gedreht. Zu Wort kommen Lucio Amelio, Joseph Beuys, Andy Warhol, Nino Longobardi, Mimmo Paladino und Ernesto Tatafiore über die Entstehung sowie die Hintergründe der seit 1980 begonnenen gleichnamigen Sammlung Amelios.